# Didemnum romssae
Didemnum romssae är en sjöpungsart som beskrevs av E. Sydney Marks 1996. Didemnum romssae ingår i släktet Didemnum och familjen Didemnidae. Inga underarter finns listade i Catalogue of Life.